# Ailurops
Ailurops Wagler, 1830 è un genere di marsupiali arboricoli della famiglia dei Falangeridi. Le due specie appartenenti a questo genere, note come cuschi orsini, sono tra i membri più primitivi della loro famiglia e si sono evoluti nella loro patria, l'isola di Sulawesi e le isole vicine, in completo isolamento dai loro parenti, tanto da essere attualmente classificati in una sottofamiglia a parte, gli Ailuropini (Ailuropinae Flannery, Archer e Maynes, 1987).

## Descrizione
I cuschi orsini hanno una lunghezza testa-corpo di circa 56-61 cm e coda di simile lunghezza. Il manto, spesso e folto, è di colore grigio, marrone o nero. Devono il nome comune agli occhi rivolti in avanti, oltreché alla folta pelliccia, al muso corto e piccolo rispetto al corpo e alle orecchie rotonde.

## Distribuzione e habitat
I cuschi orsini si trovano solamente sull'isola indonesiana di Sulawesi (Celebes) e sulle vicine isole Talaud.

## Biologia

### Comportamento
I cuschi orsini sono marsupiali arboricoli diffusi nelle foreste pluviali tropicali fino a 400 m sul livello del mare. La coda prensile e le due dita opponibili di ogni zampa anteriore sono particolarmente utili al loro stile di vita. Si spostano con movimenti lenti ed eleganti. Il basso valore nutrizionale del loro cibo principale, le foglie, ha spinto i cuschi orsini (così come altri animali folivori come i bradipi e il koala) ad uno stile di vita basato su un elevato risparmio di energie. Essi passano la maggior parte della giornata a dormire o riposare e ad alimentarsi. Non hanno un ciclo giorno-notte molto pronunciato e le fasi di attività non dipendono dall'ora del giorno. Diversamente da altri marsupiali arboricoli non sono solitari, ma vivono insieme in coppie o in gruppi di 3-4 individui.

### Alimentazione
Le foglie costituiscono la parte principale della loro dieta, ma in misura minore mangiano anche frutti non ancora giunti a maturazione e boccioli.

### Riproduzione
Le femmine partoriscono 1-2 piccoli una o due volte all'anno. I piccoli trascorrono circa otto mesi nel marsupio materno e anche successivamente rimangono per un po' di tempo con la madre. Non sono noti maggiori dettagli sulla loro riproduzione.

## Conservazione
I cuschi orsini sono protetti dal governo indonesiano. Tuttavia, gli indigeni danno loro la caccia per la carne; inoltre, le foreste in cui vivono vengono abbattute per fare spazio a terreni coltivati.

## Tassonomia
Il genere Ailurops comprende due specie:
- Ailurops melanotis (Thomas, 1898) - cusco orsino delle Talaud;
- Ailurops ursinus (Temminck, 1824) - cusco orsino di Sulawesi.